# Буремний перевал (фільм, 2026)
«Буремний перевал» (англ. Wuthering Heights) — прийдешній драматичний фільм 2026 року, написаний, зрежисований і спродюсований Еміралд Фіннеллою за мотивами однойменного роману Емілі Бронте 1847 року. Головні ролі виконали Марго Роббі та Джейкоб Елорді.

## Синопсис
Пристрасна і бурхлива історія кохання, що розгортається на тлі йоркширських боліт, досліджує напружені і руйнівні стосунки між Хіткліффом і Кетрін Ерншоу.

## Акторський склад
| Актор               | Роль                      |
| ------------------- | ------------------------- |
| Марго Роббі         | Кетрін Ерншоу             |
| Джейкоб Елорді      | Хіткліфф                  |
| Шазад Латіф         | Едгар Лінтон              |
| Хонг Чау            | Неллі Дін                 |
| Елісон Олівер       | Ізабель Лінтон            |
| Шарлотта Меллінгтон | Кетрін Ерншоу в дитинстві |
| Овен Купер          | Хіткліфф в дитинстві      |

## Виробництво
У липні 2024 року режисерка Еміральд Фіннелл оголосила, що напише сценарій і зрежисерує екранізацію «Буремного перевалу». У вересні 2024 року Марго Роббі та Джейкоба Елорді були обрані на роль Кетрін Ерншоу та Хіткліфа відповідно, причому Роббі також виступила в якості продюсерки під її лейблом LuckyChap Entertainment. Марго Роббі також продюсувала попередні роботи Фіннелл: «Перспективну дівчину» (2020) та «Солтберн» (2023) з Елорді в головній ролі. У результаті тендерної війни Netflix запропонував 150 мільйонів доларів за права на дистрибуцію. Warner Bros. Pictures, з якою LuckyChap уклала першочергову угоду та створила «Барбі» (2023), зрештою виграла зі значно нижчою пропозицією у 80 мільйонів доларів, задовольнивши побажання Феннелл і Роббі, гарантувавши фільму вихід у кінотеатральний прокат і значну маркетингову кампанію. У листопаді 2024 року до акторського складу приєдналися Хонг Чау, Елісон Олівер і Шазад Латіф. У березні 2025 року було оголошено, що Шарлотта Меллінгтон, Оуен Купер і Ви Нгуєн (усі троє дебютують у кіно) зіграють молодих Кетрін, Хіткліфа та Неллі відповідно. Основні зйомки розпочалися у Великій Британії в січні 2025 року з Лінусом Сендгреном в якості оператора.

## Випуск
Прем'єра в Сполучених Штатах запланована на 13 лютого 2026 року.